# Planck-Einsteinova relacija
Planck-Einsteinova relacija, imenovana tudi Einsteinova relacija ali Planckova relacija energija-frekvenca, Planckova relacija in tudi Planckova enačba. Tudi pojem Planckova formula sodi na ta seznam, a se pogosto s tem misli na Planckov zakon. Različne sopomenke so daleč od standarda; uporabljajo se le priložnostno, niso pa splošno razširjene. Nanašajo pa se na formulo v kvantni mehaniki, ki pravi, da je energija fotona fotona E premo sorazmerna njegovi frekvenci ν:{\displaystyle E=h\nu }Razmerje h je Planckova konstanta. Obstaja tudi več ekvivalentnih oblik razmerja, vključno s krožno frekvenco ω:{\displaystyle E=\hbar \omega }Relacija upošteva kvantizirano naravo svetlobe in igra ključno vlogo pri razumevanju fenomenov, kot recimo fotoelektrični pojav in Planckov zakon sevanja črnega telesa. Glej tudi Planckov postulat.

## Spektralne oblike
Svetloba se lahko opiše z več spektralnimi količinami, kot s frekvenco ν, valovno dolžino λ, valovnim številom {\displaystyle \scriptstyle {\tilde {\nu }}} in njihovimi kotnimi ekvivalenti (krožna frekvenca ω, kotna valovna dolžina y in kotno valovno število k). Vse te količine so povezane tako:
{\displaystyle \nu ={\frac {c}{\lambda }}=c{\tilde {\nu }}={\frac {\omega }{2\pi }}={\frac {c}{2\pi y}}={\frac {ck}{2\pi }},}
tako da Planckova relacija lahko zavzame sledeče 'standardne' oblike
{\displaystyle E=h\nu ={\frac {hc}{\lambda }}=hc{\tilde {\nu }},}
kot tudi sledeče 'kotne' oblike
{\displaystyle E=\hbar \omega ={\frac {\hbar c}{y}}=\hbar ck.}
Standardne oblike uporabljajo Planckovo konstanto h. Kotne oblike pa raje uporabljajo reducirano Planckovo konstanto ħ = ⁠h/2π⁠. Tukaj je c svetlobna hitrost.

## de Broglieva relacija
De Broglieva relacija, znana tudi kot de Broglieva relacija gibalna količina-valovna dolžina je posplošitev Planckove relacije na snovne valove. Louis de Broglie je domneval, da če imajo delci valovno naravo, potem bi relacija E = hν veljala tudi zanje. Relacijo je spremenil zaradi snovi na λ = ⁠h/p⁠. Če združimo de Brogliev postulat in Planck-Einsteinovo relacijo, dobimo:
{\displaystyle p=h{\tilde {\nu }}} ali
{\displaystyle p=\hbar k.}
de Broglieva relacija je pogosto zapisana v vektorski obliki
{\displaystyle \mathbf {p} =\hbar \mathbf {k} ,}
kjer je p vektor gibalne količine in k je valovni vektor.

## Bohrovo frekvenčno stanje
Bohrovo frekvenčno stanje pravi, da je frekvenca fotona, ki je bil absorbiran ali izsevan med elektronskim prehodom povezana z energijsko razliko (ΔE) med dvema energijskima nivojema, med katerima je šel elektron:
{\displaystyle \Delta E=h\nu .}
Kar je neposredna posledica Planck-Einsteinove relacije.